# Acide vanillylmandélique
Pour les articles homonymes, voir VMA.
L'acide vanillylmandélique, acide vanylmandélique ou encore VMA (de l'anglais VanillylMandelic Acid) est un composé aromatique de la famille des vanilloïdes, de formule C9H10O5. Il est constitué d'un groupe vanillyle, substitué par un groupe α-hydroxyacétique. C'est un métabolite terminal des catécholamines (dopamine, adrénaline, noradrénaline) produit par l'action des enzymes monoamine oxydase (MAO) et catéchol-O-méthyltransférase (COMT).
C'est également un intermédiaire dans la synthèse de vanilline artificielle.

## Synthèse
La synthèse de l'acide vanillylmandélique est la première des deux étapes de la synthèse de vanille artificielle développée par Rhône-Poulenc dans les années 1970. Elle consiste en la condensation du gaïacol avec l'acide glyoxylique dans une solution aqueuse glacée d'hydroxyde de sodium.

## Élimination biologique
L'acide vanillylmandélique est présent dans l'urine, avec d'autres métabolites de catécholamines, notamment l'acide homovanillique (HVA), la métanéphrine et la normétanéphrine. En particulier, la noradrénaline, l'une des hormones produites par les glande surrénales, est métabolisée en normétanéphrine et en VMA.

Dégradation de la noradrénaline (norépinéphrine). L'acide vanillylmandélique est en haut à droite. Les enzymes sont indiquées dans des boites.

Pour de tests urinaires sur la durée, on en mesure la quantité excrétée (habituellement par 24 heures) avec celle de la créatinine. On mesure également la quantité de cortisols, catécholamines et metanéphrines excrétées.

## Importance clinique
Les patients avec des tumeurs sécrétant des catécholamines ont un taux urinaire de VMA plus élevé. Ainsi, on pratique le dosage du VMA dans le sang ou dans les urines, pour dépister le phéochromocytome, une tumeur de cellules chromaffines sécrétant des catécholamines, et surtout le neuroblastome pour lequel ce dosage est plus spécifique.